# Source de Saint-Méen
La source de saint Méen est une source réputée miraculeuse, conduisant à un rituel de guérison des maladies de peau pratiqué dans la commune du Pré-d’Auge dans le Calvados, en Normandie. Cette pratique implique également un chêne « à loques ». Ils rappellent la légende de saint Méen. Le lieu de la pratique est privé et est entretenu de génération en génération par la famille propriétaire. C’est également un site classé du Calvados.
Les pratiques rituelles menées autour de ce lieu empreint de croyances fait l’objet d’une inscription à l’Inventaire du patrimoine culturel immatériel en France.

## Le chêne de Saint Méen

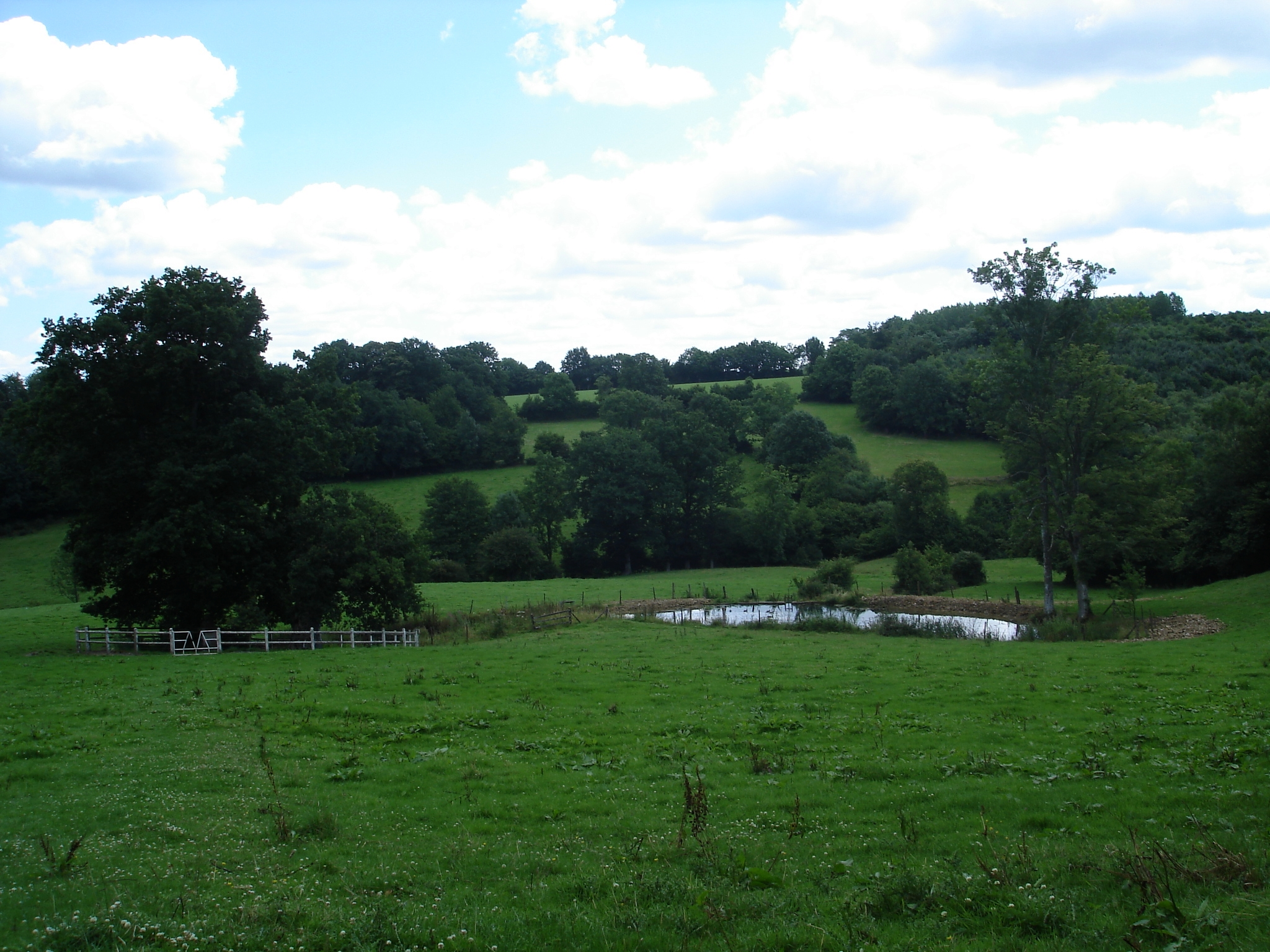
Vue d'ensemble de la source et du chêne Saint-Méen

Le chêne de saint Méen est un arbre centenaire, bien qu'il soit parfois qualifié de "millénaire", ce qui semble ne pas être le cas. Malgré tout, son tronc est creux et il accueille une petite statue en bois de saint Méen. Il s’agit de la réplique d’une statue conservée au château de la Rivière-Pré-d’Auge, chez les propriétaires des lieux. 
Il ne reste aujourd’hui que le tronc de l’arbre. Face à sa très mauvaise santé, il fut totalement élagué en 2009 sous la menace que la seule branche restante ne tombe sur un visiteur. Il est en outre couvert de « loques » laissées par les pèlerins. Cela va du mouchoir au gant de toilette, en passant par des vêtements. Ce rituel fonctionne en liaison avec la source, dont l’eau guérit les maladies de peau. Le morceau de tissu est laissé en remerciement par les pèlerins après avoir pratiqué leurs soins dans la source. 
Pour assurer la transmission du rituel, deux autres chênes sont préparés à prendre la succession de l’actuel arbre, en fin de vie. Le premier fut planté en 1920, l’autre il y a quelques années. 

## La source saint Méen

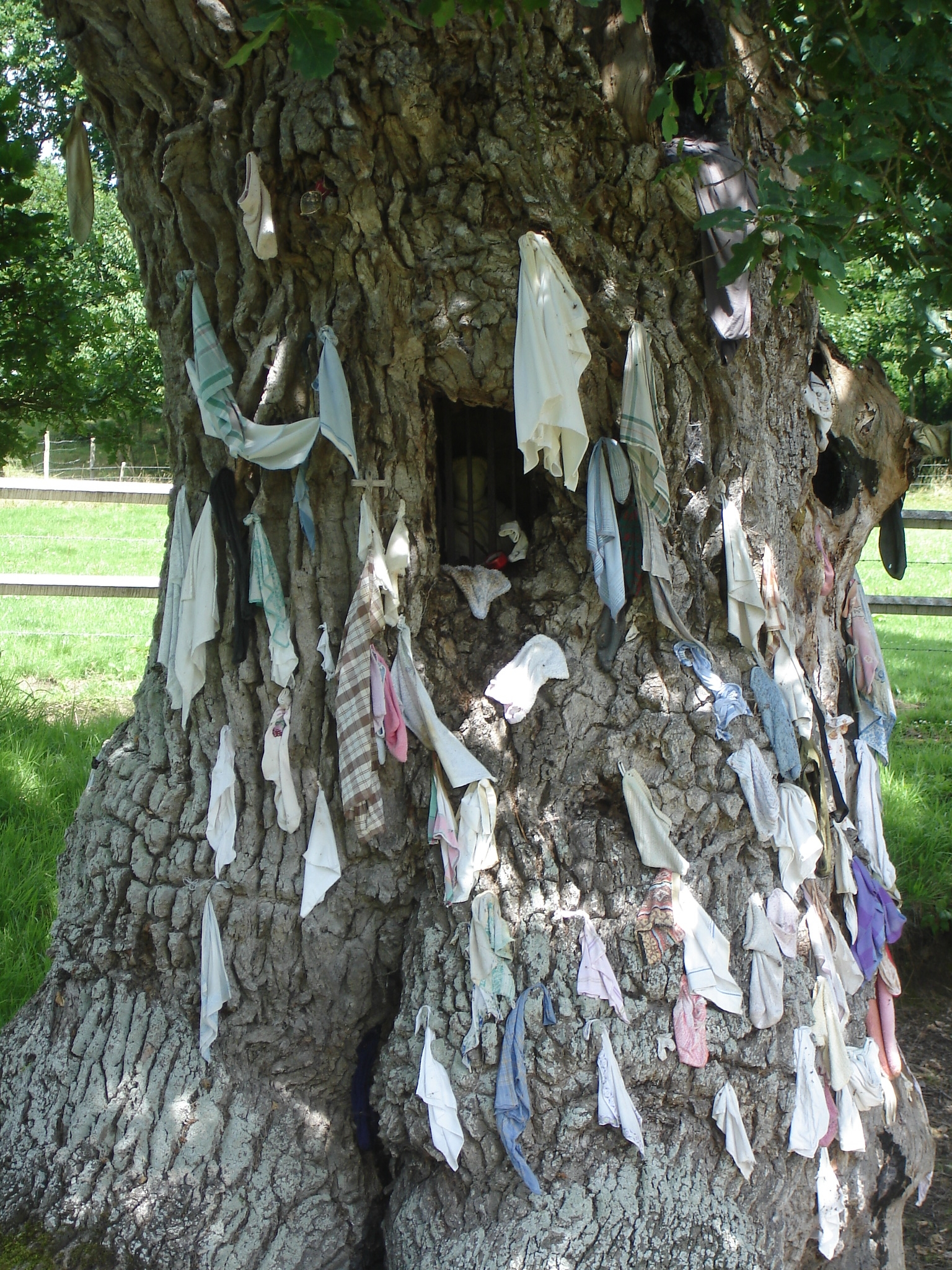
Chêne Saint-Méen

La source de saint Méen est l’origine du ruisseau Saint-Méen. Après avoir rejoint d’autres ruisseaux, l’eau se jette dans la Touques, qui elle-même termine sa course dans la Manche à Trouville-sur-Mer. La source est un élément indispensable du rituel de guérison. Les pèlerins se lavent avec son eau pour guérir des maladies de la peau. Ce rituel est en fait issu de l'histoire sainte associée à la halte faite par saint Méen, moine évangélisateur de la Bretagne, au Pré-d’Auge :
« Saint Méen était un moine d’origine Irlandaise qui vivait en Bretagne à la fin du VIe siècle. C’était un grand voyageur qui sillonnait le pays pour évangéliser les populations.
Un jour, se rendant à Rouen pour aller voir saint Ouen, passant par le Pré-d’Auge il s’y reposa. Deux jeunes filles remontaient de l’eau du fond du vallon – la rivière étant en dessous – et il leur demanda à boire. L’une d’entre elles, peu charitable, lui répliqua d’aller en chercher lui-même car il était rude de la remonter. Mais la seconde, plus généreuse, accepta de le désaltérer.
Pour remercier cette dernière il fit jaillir à cet endroit une source d’eau pure afin de lui faciliter sa corvée quotidienne.
Quant à toi, dit-il à la première, tu seras couverte de pustules et tu seras obligée de venir te laver là, en priant pour demander ta guérison, ce qui te rappellera ton manque de charité ! »
— Dominique de Russé, propriétaire des lieux